# Agalmyla
Agalmyla es un género con 98 especies de plantas herbáceas perteneciente a la familia Gesneriaceae. Es originario del sur de Asia.

## Descripción
Son plantas perennifolias trepadoras con raíces cortas producidas a lo largo del tallo, una pocas spp . son arbustos de hábitos terrestres. Las hojas son opuestas , de textura herbácea , variables, desde grandes en forma e indumento , a pequeñas hojas de escamas y caducas o con pecíolo corto. Las inflorescencias en cimas axilares , subsésiles con un largo pedúnculo ; bractéolas variable en tamaño y visibilidad ; flores mucho más congestionadas. Sépalos connados por lo general , rara vez libres . Corola generalmente con un tubo claramente arqueado; parte débil a fuerte bilabiada , el labio superior de 2 lóbulos laterales. El fruto es una cápsula alargada, cilíndrica, dehiscente con dos y luego cuatro válvulas. Las semillas con un apéndice filiforme en cada extremo. El número de cromosomas : 2n = 32.

## Distribución y hábitat
Se distribuyen desde Malasia (Sumatra, la Península Malaya, Borneo, Java, Sulawesi y Nueva Guinea). Se encuentra  en tierras bajas y bosque pluvial montano , sobre todo las especies trepadoras. 

## Taxonomía
El género fue descrito por Carl Ludwig Blume y publicado en Bijdragen tot de flora van Nederlandsch Indië 766. 1826.
Etimología
El nombre del género deriva de las palabras griegas ἄγαλμα, agalma, que significa "ornamento", y ὕλη,  hule (hyle) = "madera , bosque", queriendo expresar " ornamento de la selva ", debido a las flores de color rojo brillante.

## Especies aceptadas
A continuación se brinda un listado de las especies del género Agalmyla aceptadas hasta marzo de 2015, ordenadas alfabéticamente. Para cada una se indica el nombre binomial seguido del autor, abreviado según las convenciones y usos.	
- Agalmyla affinis Hilliard & B.L.Burtt
- Agalmyla aitinyuensis Hilliard & B.L.Burtt
- Agalmyla ambonica Hilliard & B.L.Burtt
- Agalmyla angiensis (Kaneh. & Hatus.) Hilliard & B.L.Burtt
- Agalmyla angustifolia Miq.
- Agalmyla aurantiaca Hilliard & B.L.Burtt
- Agalmyla beccarii C.B.Clarke
- Agalmyla bicolor Hilliard & B.L.Burtt
- Agalmyla biflora (Elmer) Hilliard & B.L.Burtt
- Agalmyla bilirana Hilliard & B.L.Burtt
- Agalmyla borneensis (Schltr.) B.L.Burtt
- Agalmyla bracteata (Stapf) B.L.Burtt
- Agalmyla brevifolia S.Moore
- Agalmyla brevipes (C.B.Clarke) B.L.Burtt
- Agalmyla brownii (Koord.) B.L.Burtt
- Agalmyla calelanensis (Elmer) Hilliard & B.L.Burtt
- Agalmyla centralis Hilliard & B.L.Burtt
- Agalmyla chalmersii (F.Muell.) B.L.Burtt
- Agalmyla chorisepala (C.B.Clarke) Hilliard & B.L.Burtt
- Agalmyla chrysostyla (Schltr.) Hilliard & B.L.Burtt
- Agalmyla clarkei (Elmer) B.L.Burtt
- Agalmyla columneoides Hilliard & B.L.Burtt
- Agalmyla decipiens Hilliard & B.L.Burtt
- Agalmyla dentatisepala Hilliard & B.L.Burtt
- Agalmyla diandra Hilliard & B.L.Burtt
- Agalmyla elegans (K.Schum. & Lauterb.) Hilliard & B.L.Burtt
- Agalmyla elongata (Blume) B.L.Burtt
- Agalmyla erecta B.L.Burtt
- Agalmyla exannulata Hilliard & B.L.Burtt
- Agalmyla formosa Hilliard & B.L.Burtt
- Agalmyla gjellerupii (Schltr.) Hilliard & B.L.Burtt
- Agalmyla glabra (Copel. ex Merr.) Hilliard & B.L.Burtt
- Agalmyla glabrisepala Hilliard & B.L.Burtt
- Agalmyla glandulosa Hilliard & B.L.Burtt
- Agalmyla gracilis Hilliard & B.L.Burtt
- Agalmyla hilliardiae D.J.Middleton & S.M.Scott
- Agalmyla hirta Hilliard & B.L.Burtt
- Agalmyla hooglenii Hilliard & B.L.Burtt
- Agalmyla immersinervia Hilliard
- Agalmyla inaequidentata Hilliard & B.L.Burtt
- Agalmyla insularis Hilliard & B.L.Burtt
- Agalmyla javanica Hilliard & B.L.Burtt
- Agalmyla johannis-winkleri (Kraenzl.) B.L.Burtt
- Agalmyla keysseri (Diels) Hilliard & B.L.Burtt
- Agalmyla kowapiana Hilliard & B.L.Burtt
- Agalmyla lavandulacea Hilliard & B.L.Burtt
- Agalmyla leuserensis Hilliard & B.L.Burtt
- Agalmyla lobata (Schltr.) Hilliard & B.L.Burtt
- Agalmyla longiattenuata Hilliard & B.L.Burtt
- Agalmyla longipetiolata Hilliard & B.L.Burtt
- Agalmyla macrocalyx Hilliard & B.L.Burtt
- Agalmyla macrocolon Hilliard & B.L.Burtt
- Agalmyla manuselae Hilliard & B.L.Burtt
- Agalmyla minor (K.Schum. & Lauterb.) Hilliard & B.L.Burtt
- Agalmyla montis-tomasii Hilliard & B.L.Burtt
- Agalmyla multiflora (Kaneh. & Hatus.) Hilliard & B.L.Burtt
- Agalmyla murudiana Hilliard & B.L.Burtt
- Agalmyla nervosa Hilliard & B.L.Burtt
- Agalmyla obiana Hilliard & B.L.Burtt
- Agalmyla ovata (B.L.Burtt) Hilliard & B.L.Burtt
- Agalmyla parasitica (Lam.) Kuntze
- Agalmyla paromoia Hilliard & B.L.Burtt
- Agalmyla parvifolia (S.Moore) Hilliard & B.L.Burtt
- Agalmyla parvilimba Hilliard & B.L.Burtt
- Agalmyla pauciflora Hilliard & B.L.Burtt
- Agalmyla paucipilosa Hilliard & B.L.Burtt
- Agalmyla persimilis Hilliard & B.L.Burtt
- Agalmyla porrectiloba Hilliard & B.L.Burtt
- Agalmyla pseudoborneensis Hilliard & B.L.Burtt
- Agalmyla pulcherrima Hilliard & B.L.Burtt
- Agalmyla remotidentata Hilliard & B.L.Burtt
- Agalmyla roseoflava Hilliard & B.L.Burtt
- Agalmyla rotundiloba Hilliard & B.L.Burtt
- Agalmyla rubra (Merr.) B.L.Burtt
- Agalmyla samarica Hilliard & B.L.Burtt
- Agalmyla scabriflora Hilliard & B.L.Burtt
- Agalmyla schlechteri Hilliard & B.L.Burtt
- Agalmyla serrata Hilliard & B.L.Burtt
- Agalmyla sibuyanensis Hilliard & B.L.Burtt
- Agalmyla similis Hilliard & B.L.Burtt
- Agalmyla singularis Hilliard & B.L.Burtt
- Agalmyla sojoliana Hilliard & B.L.Burtt
- Agalmyla stellifera Hilliard & B.L.Burtt
- Agalmyla stenosiphon Hilliard & B.L.Burtt
- Agalmyla tamrauana Hilliard & B.L.Burtt
- Agalmyla tobensis Hilliard & B.L.Burtt
- Agalmyla torajiana Hilliard
- Agalmyla triflora (Valeton) B.L.Burtt
- Agalmyla tuberculata Hook.f.
- Agalmyla urdanetensis (Elmer) Hilliard & B.L.Burtt
- Agalmyla valetoniana (Lauterb.) Hilliard & B.L.Burtt
- Agalmyla villosa (Schltr.) Hilliard & B.L.Burtt
- Agalmyla vogelii Hilliard & B.L.Burtt
- Agalmyla wekariensis Hilliard & B.L.Burtt
- Agalmyla wildeorum Hilliard & B.L.Burtt
- Agalmyla wondiwoiana Hilliard & B.L.Burtt